# M/S Aspö II
Aspö II, färja 334, är en av Trafikverket Färjerederiets färjor. Den går på Aspöleden. Lastförmåga 130 ton.